# Michael Peña
Michael Anthony Peña (ur. 13 stycznia 1976 w Chicago) − amerykański aktor filmowy i telewizyjny.

## Życiorys

### Wczesne lata
Urodził się i wychował w dzielnicy południowego Chicago jako syn Nicolasy, pracownicy socjalnej, i Eleuterio Peñy, pracownika fabryki. Rodzice Pena byli pierwotnie rolnikami i wyemigrowali z Meksyku; Jego ojciec był z Villa Purificación w Jalisco, a matka pochodziła z Charcas w San Luis Potosí.
Zaraz po szkole średniej Hubbard High School, podjął dobrze płatną pracę w banku. Wtedy jeden z jego przyjaciół zaczął namawiać go do wzięcia udziału w castingach filmowych.

### Kariera
Swoją karierę aktorską rozpoczął od udziału w serialach telewizyjnych: Nowojorscy gliniarze, Ostry dyżur, Dotyk anioła i Siódme niebo. Na dużym ekranie zadebiutował w produkcji kina niezależnego – dramacie Running Free (1994).
W 2000 r. zagrał rolę w swoim pierwszym filmie hollywoodzkim – 60 sekund z Nicolasem Cage’em i Angeliną Jolie w rolach głównych. Pierwszą w swojej karierze rolę główną zagrał w 2006 w filmie opartym na faktach w dramacie Olivera Stone’a World Trade Center jako Will Jimeno − jeden z dwóch policjantów uwięzionych w ruinach World Trade Center po ataku terrorystycznym 11 września 2001.

## Życie prywatne
Zamieszkał w Los Angeles. W wolnych chwilach gra w zespole na gitarze basowej. Ożenił się z Brie Shaffer. Peña został wyznawcą scjentologii. W 2008 urodził się syn pary Roman.

## Filmografia

### Filmy fabularne
- 1994: Running Free jako Bunk
- 1996: Obywatele prezydenci (My Fellow Americans) jako Ernesto
- 1997: Mapa złudzeń (Star Maps) jako Star Map Boy
- 1998: Boogie Boy jako diler narkotykowy
- 1998: Cucaracha (La Cucaracha) jako Orderly
- 1999: Bellyfruit jako Oscar
- 2000: 60 sekund (Gone in Sixty Seconds) jako Ignacio
- 2001: Zawsze wiern (Semper Fi, TV) Douglas Cepeda
- 2001: Buffalo Soldiers jako Garcia
- 2003: Obiekt pożądania (Love Object) jako Ramirez
- 2003: Odmienne stany moralności (The United States of Leland) jako Guillermo
- 2004: Za wszelką cenę (Million Dollar Baby) jako Omar
- 2004: Miasto gniewu (Crash) jako Daniel
- 2004: Mleczarz (The Calcium Kid) jako Jose Mendez
- 2005: Little Athens jako Carlos
- 2006: World Trade Center jako Will Jimeno
- 2006: Babel jako John – Border Patrol
- 2007: Strzelec (Shooter) jako Nick Memphis
- 2007: Ukryta strategia (Lions for Lambs) jako Ernest Rodriguez
- 2012: Bogowie ulicy jako Mike Zavala
- 2014: Furia (Fury) jako Trini 'Gordo' Garcia
- 2015: Taśmy Watykanu (The Vatican Tapes) jako ks. Lozano
- 2015: Ant-Man jako Luis
- 2015: Marsjanin jako Rick Martinez
- 2017: Lego Ninjago: Film (The Lego Ninjago Movie) jako Kai (głos)
- 2017: CHiPs: Motopatrol jako Frank 'Ponch' Poncherello
- 2018: Ant-Man i Osa (Ant-Man and the Wasp) jako Luis
- 2018: Przemytnik (The Mule) jako Trevino
- 2020: Wyspa Fantazji (Fantasy Island) jako Roarke
- 2023: Ant-Man i Osa: Kwantomania (Ant-Man and the Wasp: Quantumania) jako Luis

### Seriale TV
- 1996: Niebieski Pacyfik jako Rabbit
- 1997: Nowojorscy gliniarze jako Ferd
- 1997: Dotyk anioła jako Reynaldo Estes
- 1998: Siódme niebo jako Roger
- 1999: Portret zabójcy jako Alex Lopez
- 1999–2000: Felicity jako Brian Burke
- 2000: Bez pardonu jako Sante
- 2001: Roswell: W kręgu tajemnic jako Fly
- 2003: Ostry dyżur jako oficer policji
- 2004: Nowojorscy gliniarze jako Wilmer Lopez
- 2005: The Shield: Świat glin jako detektyw Armando Renta
- 2005: CSI: Kryminalne zagadki Las Vegas jako Juanito Concha
- 2008: Na imię mi Earl jako Cyrkowiec
- 2010: Mogło być gorzej jako Sebastián Cisneros
- 2011: Amerykański tata jako Marguerite (głos)
- 2013: Amerykański tata jako Marguerite (głos)
- 2014: Chozen jako Ricky (głos)
- 2014: Gracepoint jako Mark Solano
- 2018: Narcos: Meksyk jako Kiki Camarena